# Himerta foxleei
Himerta foxleei är en stekelart som beskrevs av Leblanc 1989. Himerta foxleei ingår i släktet Himerta och familjen brokparasitsteklar. Inga underarter finns listade i Catalogue of Life.